# Bispebjerg
Bispebjerg, oft Nordvest genannt, ist einer der zehn Bezirke der dänischen Hauptstadt Kopenhagen. Er befindet sich im Norden der Stadt zwischen Østerbro im Osten und Brønshøj-Husum im Westen. Nach Norden begrenzt der Bezirk Kopenhagen von der Kommune Gentofte ab. In Bispebjerg leben 51.488 Einwohner (Stand: Januar 2013) auf einer Fläche von 6,83 km². Als damit zweitkleinster Bezirk hat Bispebjerg zudem mit 30,04 % den zweithöchsten Ausländeranteil.

## Sehenswürdigkeiten
Markante Bauwerke Bispebjergs sind vor allem die Grundtvigskirche, das Bispebjerg Hospital, eines der fünf großen Kopenhagener Krankenhäuser. 
Das Bispebjerg Kollegiet – ein Studentenwohnheim der Universität Kopenhagen – befindet sich ebenfalls dort. Ein besonders markantes Gebäude ist der „Bispebjerg Bakke“, dessen außergewöhnliche Form in Zusammenarbeit mit dem Bildhauer Bjørn Nørgaard entstanden ist. Das Gebäude besteht aus zwei Baukörpern, die sich schlangenartig die Landschaft einfügen. Dabei variiert die Anzahl der Stockwerke zwischen drei- und achtgeschossigen Strukturen, die diese Wirkung noch verstärken. Als Materialien wurden gelbe und rote Ziegel verwendet, die Fensterrahmen sind aus Holz und die Dächer aus Kupfer. Die Innenräume des Bispebjerg Bakke sind ebenfalls gekrümmt, weisen schräge Wände, konvex geformten Fenstern und konkav geformten Balkone auf. Besonderer Wert wurde dabei auf den natürlichen Einfall von Licht in die Innenarchitektur gelegt, um eine räumliche, physische und visuelle Wirkung zu erzielen.

## Bispebjerg Kirkegård
Auf dem Bispebjerg Kirkegård (Friedhof), der auf einer Anhöhe liegend den höchsten Punkt der Stadt ausmacht, befindet sich eine separate Anlage für 1190 Gefallene aus dem Zweiten Weltkrieg. In der Deutschen Kriegsgräberstätte Kopenhagen Bispebjerg ruhen 964 Deutsche, davon waren 594 Flüchtlinge und 370 Soldaten.

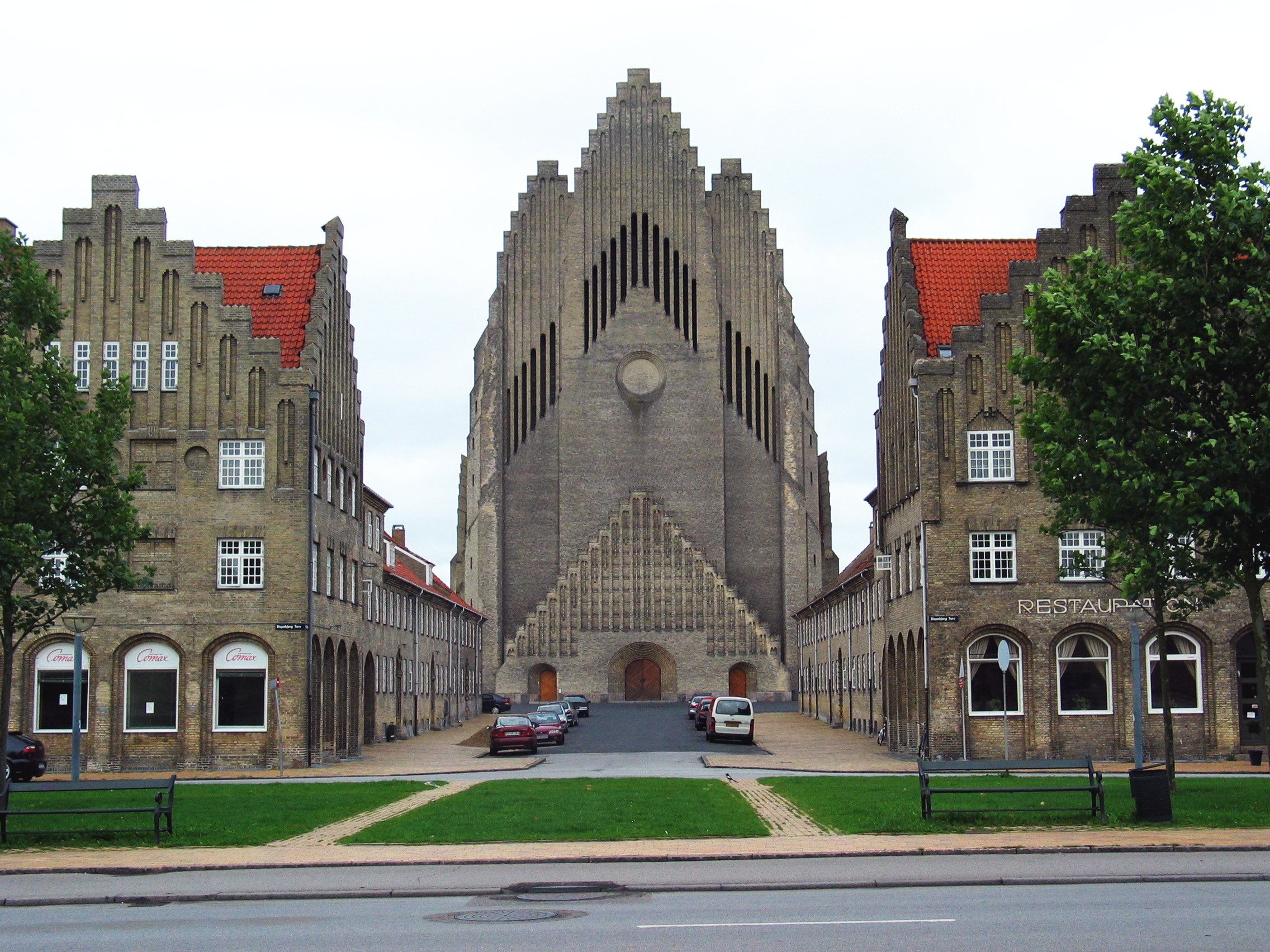
Grundtvigskirche
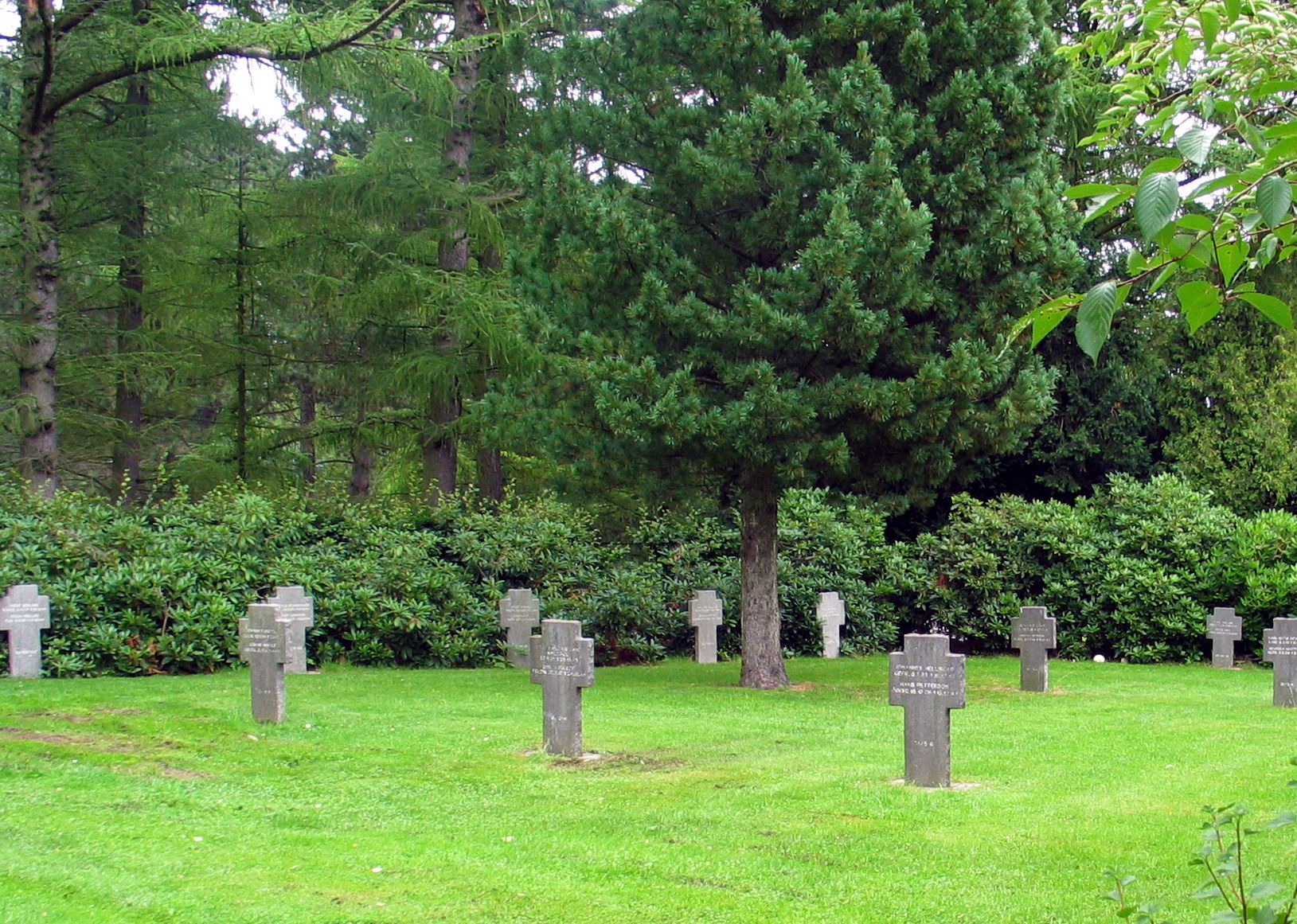
Deutscher Soldatenfriedhof – Bispebjerg Kirkegård
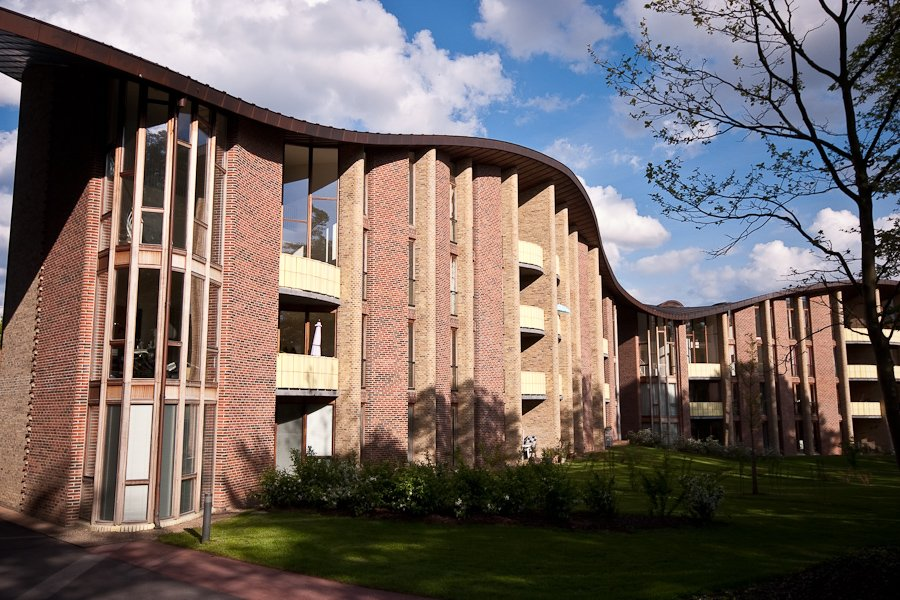
Bispebjerg Bakke
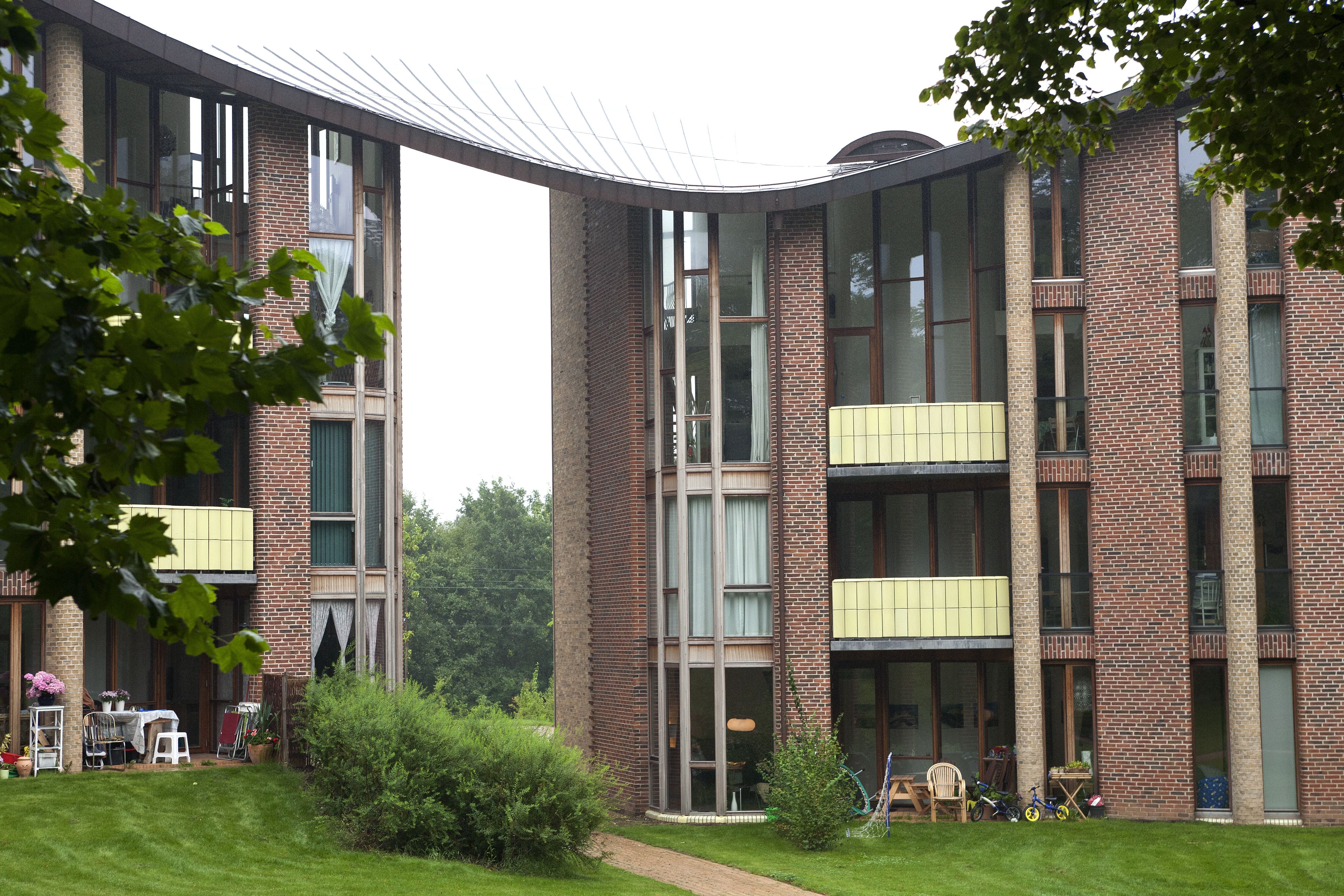
Bispebjerg Bakke